# Brommella lactea
Brommella lactea là một loài nhện trong trong chi Brommella, họ Dictynidae.
B. lactea được Ralph Vary Chamberlin và Willis J. Gertsch miêu tả năm 1958 dưới danh pháp Pagomys lactea. Năm 1983, Brignoli chuyển nó sang chi Brommella.

## Phân bố
Loài này có tại Hoa Kỳ.